# Новосёловский район (Крым)
Новосёловский район (до 1944 года Фрайдорфский район; укр. Новоселівський район) — упразднённая административно-территориальная единица Крымской АССР и Крымской области в северо-западном Крыму с райцентром в Новосёловском.

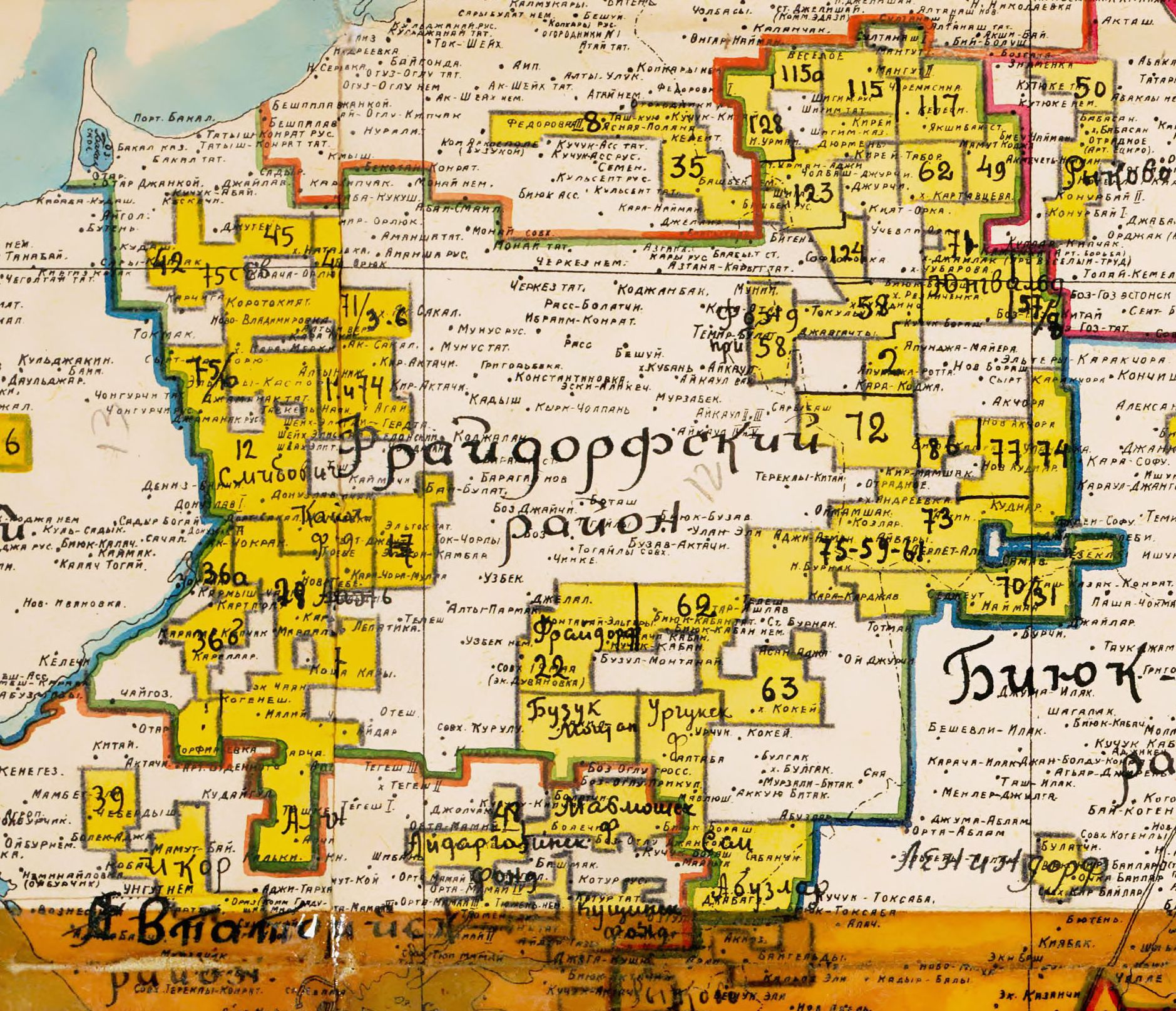
Границы Фрайдорфского района 1931 года на карте 1926 года

## История
Фрайдорфский национальный еврейский район был образован по постановлению Крымского ЦИК от 15 сентября 1930 года, датой начала существования принято считать 13 октября 1930 года.
Создан выделением частей Евпаторийского, Джанкойского и Симферопольского районов того времени. Официальные карты района пока не опубликованы, примерные границы приведены в работе Якова Пасика «История еврейских земледельческих колоний Юга Украины и Крыма». На 1 октября 1931 года население составило 25300 человек в 183 населённых пунктах. По данным всесоюзной переписи населения 1939 года численность жителей района составила 14366 человек. В национальном отношении было учтено:
| Национальность  | Численность |
| --------------- | ----------- |
| Русские         | 4714        |
| Крымские татары | 3333        |
| Евреи           | 2200        |
| Крымские немцы  | 1866        |
| Украинцы        | 1845        |
| Белорусы        | 31          |
| Армяне          | 16          |
| Греки           | 14          |

На 1940 год район включал следующие сельсоветы:

| - Аджи-Атманский; - Биюк-Кабанский - Джелалский - Коджамбакский - Кадышский - Каймачинский - Кокейский - Отешский | - Перецфельдский - Ротендорфский - Старо-Бурнакский - Такильский - Тогайлынский - Фрайдорфский - Эски-Аликеченский |

14 декабря 1944 года, указом Президиума Верховного Совета РСФСР «О переименовании районов и районных центров Крымской АССР» Фрайдорфский район был переименован в Новосёловский.
Примерный перечень входивших в послевоенный период в район селений содержится в указах о переименованиях населенных пунктов Крыма 1945 и 1948 года, полный состав пока не опубликован. С 25 июня 1946 года район в составе Крымской области РСФСР, а 26 апреля 1954 года Крымская область была передана из состава РСФСР в состав УССР. Новосёловский район был упразднён 25 июля 1953 года, входившие в его состав сёла включили в состав современных Раздольненского, Первомайского и Сакского районов.